# Coelioxys fenestrata
Coelioxys fenestrata är en biart som beskrevs av Smith 1873. Coelioxys fenestrata ingår i släktet kägelbin, och familjen buksamlarbin. Inga underarter finns listade i Catalogue of Life.